# Fernando de La Cerda

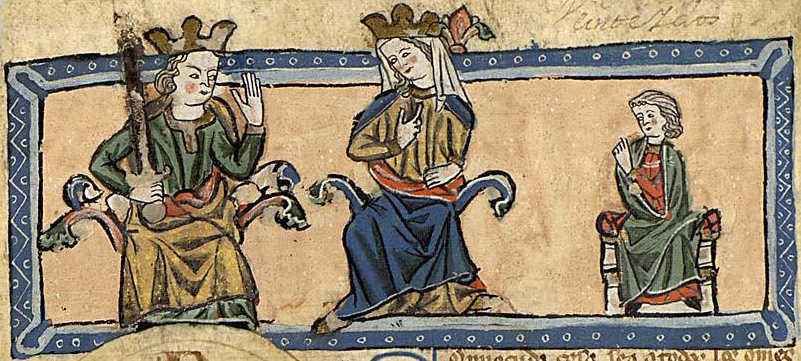
O jovem infante Fernando aparece com os pais nesta imagem datada c. 1260

Fernando de La Cerda (Valladolid, 23 de outubro de 1255 — Ciudad Real, 25 de junho de 1275), foi infante do Reino de Castela e regente do reino em 1274.

## Biografia

Escudo de armas da Casa de la Cerda, descendentes do infante Fernando de la Cerda, fruto da união del escudo do Reino Castela e Leão com o Reino de França.

Escudo de armas do Reino de Leão e Castela, cujos cartéis compõem as armas do infante Fernando de la Cerda, por sua condição de filho primogénito e herdeiro do rei Afonso X “o Sábio”, rei de Castela e Leão.

Herdeiro da coroa do reino de Castela, morreu ainda em vida de seu pai (Afonso X de Leão e Castela), deixando dois filhos menores que foram preteridos na sucessão do trono, que o rei Sancho IV de Castela “O Bravo” tomou de forma abusiva.
Apesar disso, os seus dois filhos, Afonso de la Cerda e Fernando de la Cerda foram o tronco da família  La Cerda.

## Relações familiares
Era filho do rei D. Afonso X, rei de Castela, nascido em 23 de novembro de 1221 e de D. Violante, infanta de Aragão, nascida em 1236.
Casou-se na cidade de Burgos, Espanha em 30 de novembro de 1269 com D. Branca, princesa de França, nascida em 1253, filha do rei Luís IX de França (25 de abril de 1214 - 25 de agosto de 1270) e de Margarida da Provença (1221 - 21 de dezembro de 1295), de quem teve dois filhos:
1. Afonso de la Cerda, senhor de Alba e senhor de Béjar, nasceu em 1270 e foi casado com D. Matilde de Brienne-Eu;
2. Fernando de la Cerda, nascido em 25 de Julho de 1275, que se casou com D. Joana Nunes de Lara, que foi senhora de Lara.